# Halcyon (Orbital)
Halcyon è un singolo degli Orbital del 1992.

## Composizione
Halcyon è dedicato alla madre dei fratelli Phil e Paul Hartnoll, ovvero gli Orbital, che è stata per molti anni dipendente dall'antidepressivo triazolam, anche conosciuto come Halcion. Si presenta come una traccia malinconica e mid-tempo che ruota intorno a un campionamento di It's a Fine Day (1992) degli Opus III. Nella medesima traccia si sentono anche i campionamenti di Leave It (1983) degli Yes, Hot Pants (Bonus Beats) (1987) e We Dub to Scratch (Be Bop Scratch Mix) (1984) degli Imperial Brothers. Le sue ritmiche sono prodotte da una drum machine Roland TR-909.

## Pubblicazione
Halcyon venne pubblicato per la prima volta nel 1992 in una serie di dodici pollici omonimi e CD intitolati Radiccio, editi nel Regno Unito e negli Stati Uniti. Esiste anche un CD, intitolato Radiccio ed edito per il mercato giapponese. Halcyon compare anche nell'album del 1993 Orbital 2 con il titolo Halcyon + On + On e nella compilation del 2002 Work 1989-2002. 

## Video musicale
Il video musicale di Halcyon venne vede come protagonista una tipica madre (impersonata da Kirsty Hawkshaw degli Opus III) che ha delle strane visioni mentre svolge delle mansioni domestiche.

## Accoglienza
Halcyon è entrato alla posizione numero 37 della UK Singles Chart.
La traccia è stata accolta positivamente e risulta essere la più nota del gruppo. Complex l'ha inserita in una lista di "grandi tracce in cui è stata usata la Roland TR-909". In un suo libro edito dalla Bonnier, la scrittrice Anna Doble definisce Halcyon «praticamente irreale: un parco giochi cosmico in loop, la colonna sonora di un mondo fantastico».
A ulteriore conferma del successo del brano è il suo utilizzo in molti programmi televisivi, film e pubblicità.

## Tracce

### Radiccio 1(12 pollici, Regno Unito, 1992)
1. Halcyon – 11:07
2. The Naked And The Dub – 11:51

Durata totale: 22:58

### Radiccio(CD, Regno Unito, 1992)
1. Halcyon – 11:07
2. The Naked And The Dead – 6:23
3. Sunday – 7:14

### Radiccio 2(CD, Regno Unito, 1992)
1. Halcyon Edit – 3:57
2. Halcyon – 11:07
3. Deeper – 6:58

### Halcyon(12 pollici, Stati Uniti d'America, 1992)
1. Halcyon – 11:05
2. The Naked And The Dub – 11:51

### Halcyon(CD, Stati Uniti d'America, 1992)
1. Halcyon – 11:07
2. The Naked And The Dead – 6:23
3. The Naked And The Dub – 11:51
4. Sunday – 7:10
5. Chime (Radio Edit) – 3:15

### Radiccio(CD, Giappone, 1993)
1. Halcyon Edit – 3:52
2. Halcyon – 11:09
3. Deeper – 6:59
4. The Naked And The Dead – 6:25
5. Sunday – 7:13
6. The Naked And The Dub – 11:53

## Formazione
- Phil Hartnoll – produzione
- Paul Hartnoll – produzione